# Coupe du Portugal de football 2010-2011
Navigation
2009-2010 2011-2012
La Coupe du Portugal de football 2010-2011 est la 71e édition de la Coupe du Portugal de football, considéré comme le deuxième trophée national le plus important derrière le championnat. 
La finale est jouée le 22 mai 2011, à l'Estádio Nacional do Jamor, entre le FC Porto et le Vitória Guimarães. Le FC Porto tenant du titre remporte son seizième titre en battant Guimarães 6 à 2.

## Finale
| 22 mai 2011 | Vitória Guimarães | 2 - 6   | FC Porto | Estádio Nacional do Jamor |                          |
|             |                   | (2 - 5) |          | Arbitrage : Santos Palma  | Arbitrage : Santos Palma |
|             | Feuille de match  |         |          | Arbitrage : Santos Palma  | Arbitrage : Santos Palma |